# Alberts' Drukkerijen
De Alberts' Drukkerijen waren een Nederlandse uitgeverij en drukkerij, opgericht in 1792 en in de loop der tijden gevestigd in het Limburgse Sittard, Gulpen, Kerkrade, Maastricht, Venlo en Heerlen en verder in Xanten en Maaseik. 
In 1962 ontving de locatie Sittard het predicaat Hofleverancier ter gelegenheid van het 170-jarige bestaan.
Alberts' Drukkerijen te Kerkrade was huisleverancier van het priesterseminariaat Rolduc.
Prominent sociaal-democratisch politicus Willem Vliegen begon zijn loopbaan als typograaf bij Alberts' Drukkerijen te Gulpen. Daarnaast leverden Alberts Gulpen het drukwerk voor de verkiezingscampagne voor Charles Ruijs de Beerenbrouck, de eerste katholieke minister-president van Nederland.
In 2018 sloot de laatst overgebleven Nederlandse vestiging in Gulpen. Wel is er sinds 1976 nog een Alberts Drukkerij actief in het Belgische Maaseik.